# Keller László (orvos)
Keller László (Mezőcsát, 1928. július 19. – Budapest, 2004. június 11.) belgyógyász, egyetemi tanár, lapszerkesztő.

## Élete
Keller Béla (1900–1949) nyomdász, nyomdatulajdonos és Schvarcz Margit (1904–1944) fiaként született zsidó családban. Gyermekkorában tartották a pészahot, a böjtöt jom kippur idején, szombatonként alkalmanként ellátogattak a zsinagógába. Nővére Keller Edith (1923–1944) volt.
A mezőcsáti zsidó elemi iskolában tanult négy évig, majd négy évet polgári iskolában végzett. 1938-ban beiratkozott a Miskolci Református Lévay József Gimnáziumba, ahol 1946-ban kitüntetéssel érettségizett. 1944 májusában felállították a gettót Mezőcsáton, ahonnan előbb apját, majd 3 héttel később őt is munkaszolgálatra vitték. Ugyanabba a munkásszázadba került, mint édesapja. Egy éven át dolgoztatták őket a Keleti-Kárpátokban, sebesülteket szállítottak és aknákat szedtek. Ezután a frontra vitték őket. 1944 októberében visszatértek Magyarországra, de 1945 márciusában a német katonák a munkaszolgálatosokat Bécsbe vitték. Aki ellenállt, lelőtték. Végül gyalog jutottak vissza Magyarországra 1945 áprilisában. Anyját, nagyanyját és nővérét Auschwitzban gyilkolták meg.
1946 szeptemberében kezdte meg orvosi tanulmányait a Pázmány Péter Tudományegyetem Orvostudományi Karán, s itt találkozott későbbi feleségével, Mike Teréziával. 1952. augusztus 1-jén avatták orvosdoktorrá (summa cum laude minősítéssel). 1952 és 1955 között katonaorvos volt Móron, majd a Fővárosi István Kórházba került a Belgyógyászati Osztályra, segédorvosi, alorvosi beosztásba. 1956-ban belgyógyászatból szerzett szakképesítést. Gerő Sándor professzor meghívására 1960-tól 1971-ig a Budapesti Orvostudományi Egyetem III. Belgyógyászati Klinikájának tanársegéde, illetve adjunktusa volt. A belgyógyászat mellett elkötelezett híve lett az érbetegségek, a lipidanyagcsere kutatásának. Tevékeny szerepet vállalt az egyetemi oktatásban is. 1971-ben az arteriosclerosis patogenezise témakörben védte meg kandidátusi értekezését. 1974-ben címzetes egyetemi docensi, 1980-ban címzetes egyetemi tanári kinevezést kapott. A Fővárosi István Kórházban 1971. szeptember 1-jével nevezték ki osztályvezető főorvosnak az I. Belgyógyászat élére, s ezt a tisztséget 1996. december 31-ig töltötte be. Nyugdíjasként, tanácsadóként haláláig itt is tevékenykedett.
Vezetőségi tagja volt a Magyar Belgyógyászati Társaságnak és a Magyar Arteriosclerosis Társaságnak. Több mint egy évtizeden át a Fővárosi Belgyógyász Szakfelügyelet tagja és a dél-pesti régió vezető főorvosa volt. Tevékenyen részt vett a Belgyógyászati Szakmai Kollégium munkájában is. 1977-től haláláig tagja volt az Egészségügyi Tudományos Tanács Igazságügyi Bizottságának. Negyedszázadon át az Orvosi Hetilap szerkesztőségének vezető munkatársa, 1989-től 2004-ig pedig a lap főszerkesztő-helyettese volt.

## Művei
- Rheographia. Kusztos Dénessel. (Orvosi Hetilap, 1961, 6.)
- Cerebrovascularis insultus okozta antidiabeticus effectus. Kusztos Dénessel. (Orvosi Hetilap, 1961, 19.)
- A portosystemás encephalopathia. (Orvosi Hetilap, 1961, 52.)
- Tapasztalatok a cholesterin biosynthesisét gátló Triparanol alkalmazásával atherosclerosisos betegeken. Gergely Jánossal. (Orvosi Hetilap, 1962, 15.)
- Magas (báziskörüli) szívizominfarctusok diagnosztikája. Zulik Róberttel. (Orvosi Hetilap, 1963, 10.)
- Jód131 trioleinnel végzett vizsgálatok atherosclerosisos betegeken. Erdélyi Gáborral, Balázsi Imrével. (Orvosi Hetilap, 1963, 16.)
- Tapasztalatok néhány antilipaemiás szerrel. Rétsági Györggyel, Báry Lujzával, Gergely Jánossal, Gerő Sándorral. (Orvosi Hetilap, 1963, 22.)
- A synkardialis massage hatásának rheographiás vizsgálata. Kusztos Dénessel, Fonó Józseffel. (Orvosi Hetilap, 1964, 12.
- A myokardiális infarctus távolabbi prognosisa (9 évre terjedő katamnesztikus vizsgálatok alapján). I. A túlélés alakulása. Rétsági Györggyel, Balázsi Imrével. (Orvosi Hetilap, 1964, 16.)
- A myokardiális infarctus távolabbi prognózisa (9 évre terjedő katamnesztikus vizsgálatok alapján). II. A túlélést befolyásoló tényezők. Rétsági Györggyel, Balázsi Imrével. (Orvosi Hetilap, 1964, 17.)
- A magnézium anyagcsere kórélettani és klinikai jelentősége. (Orvosi Hetilap, 1964, 34.)
- A serum cholesterin- és összlipoid-szint 3324 egyén vizsgálata alapján. Rétsági Györggyel. (Orvosi Hetilap, 1964, 47.)
- A J131 triolein próba diagnosztikus értékének fokozása atherosclerosisban. Erdélyi Gáborral, Sebestyén Margittal, Madarász Máriával. (Orvosi Hetilap, 1965, 42.)
- Ethyl-chlorphenoxy-isobutyrat hatása coronariasclerosisos betegek serum lipoid értékeire. Rétsági Györggyel, Sebestyén Margittal, Dicsendy Saroltával, Erdélyi Gáborral. (Orvosi Hetilap, 1966, 22.)
- Coronariascleroticus egyének 28Mg-anyagcseréjének vizsgálata. Gács Jánossal, Pál Imrével, Törkő Jánossal. (Orvosi Hetilap, 1966, 35.)
- A serum lipidfractiók zsírsavösszetétele coronariasclerosisban és cerebrosclerosisban. Többekkel. (Orvosi Hetilap, 1966, 47.)
- Heparin hatása coronariasclerotikus betegek alimentaris lipaemiájának eliminatiós szakára. Erdélyi Gáborral, Stützer Máriával, Sebestyén Margittal, Végh Mártával és Nemesánszky Lászlóval. (Orvosi Hetilap, 1969, 1.)
- A vér fibrinolyticus aktivitása atherosclerosisban. Záborszky Katalinnal, Farády Ágnessel. (Orvosi Hetilap, 1970, 27.)
- A nicotinoil-alcohol (beta-pyridyl-carbinol-tartarat) hatása a vérlipidekre és a véralvadás egyes tényezőire. Steingaszner Olgával, Fejéregyházi Istvánnal, Záborszky Katalinnal. (Orvosi Hetilap, 1972, 15.)
- Vérlipidek összehasonlító vizsgálata coronariascleroticus és cerberoscleroticus betegeken. Fischer Jánossal, Farádi Ágnessel. (Orvosi Hetilap, 1974, 23.)
- Különböző érterületek sectiós anyagon észlelt atherosclerosisának megoszlása és összefüggése az élőben meghatározott serum cholesterin szinttel. Jankovich Rezsővel, Fischer Jánossal. (Orvosi Hetilap, 1975, 35.)
- Akut cerebrovasculáris kórképek néhány klinikai és epidemiológiai sajátosságának hosszúlejáratú kooperatív vizsgálata. Többekkel. (Népegészségügy, 1976, 6.)
- Infarctus Regiszter – egy évtized elemzése. Többekkel. (Orvosi Hetilap, 1981, 12.)
- Heveny cerebrovascularis kórképek néhány klinikai-epidemiológiai sajátosságának vizsgálata. Többekkel. (Orvosi Hetilap, 1984, 24.)
- A myocardialis infarctus néhány epidemiológiai sajátossága 40 év alatti életkorban. Panykó Margittal, Jánosi Andrással. (Orvosi Hetilap, 1986, 26.)
- Szérum elasztinolitikus aktivitás és vérlipidek az arteriosclerosis különböző klinikai formáiban és acut myocardialis infarctusban. Landi Annával, Mezey Zsuzsannával, Bihari-Varga Magdolnával. (Orvosi Hetilap, 1991, 20.)
- Arteriosclerosis obliteransos betegek angiográfiás eltéréseinek összefüggése klinikai adatokkal és kockázati tényezőkkel. Többekkel. (Orvosi Hetilap, 1993, 47.)
- Prognosztikai vizsgálatok arteriosclerosis obliteransos betegekben. Landi Annával, Osgyán Tiborral, Gálos Gizellával. (Orvosi Hetilap, 1994, 41.)
- A fekvőbetegek orvosi dokumentációjának minőségellenőrző vizsgálata a Fővárosi Szent István Kórházban. Többekkel. (Orvosi Hetilap, 1999, 11.)

## Díjai, elismerései
- Markusovszky-díj (1965)
- Markusovszky Lajos-emlékérem (1978)
- Kiváló orvos (1988)